# آنکازومبورونا
آنکازومبورونا (به لاتین: Ankazomborona) یک منطقهٔ مسکونی در ماداگاسکار است که در مارو-ووآی واقع شده‌است. آنکازومبورونا ۱٬۹۵۰ کیلومتر مربع مساحت و ۲۵٬۰۰۰ نفر جمعیت دارد و ۸ متر بالاتر از سطح دریا واقع شده‌است.